# ليون ويغنر
ليون ويغنر (بالألمانية: Leon Wegner)‏ (و. 1824 – 1873 م) هو اقتصادي، ومؤرخ، وسياسي من ألمانيا، وبولندا، والإمبراطورية الروسية، ولد في بوزنان، توفي في بوزنان، عن عمر يناهز 49 عاماً.

## مناصب
تولى منصب عضو مجلس النواب البروسي
.

## التعليم
تعلم في جامعة فروتسواف
.